# Chuja
Chuja – gaun wikas samiti w zachodniej części Nepalu w strefie Rapti w dystrykcie Pyuthan. Według nepalskiego spisu powszechnego z 2001 roku liczył on 1062 gospodarstw domowych i 5598 mieszkańców (3085 kobiet i 2513 mężczyzn).